# Graneledone
Genre
Graneledone est un genre de pieuvres vivant dans les abysses.

## Liste d'espèces et sous-espèces
- Graneledone antarctica Voss, 1976
- Graneledone boreopacifica Nesis, 1982
- Graneledone challengeri (Berry, 1916)
- Graneledone gonzalezi
- Graneledone macrotyla Voss, 1976
- Graneledone taniwha
  - Graneledone taniwha kubodera
  - Graneledone taniwha taniwha
- Graneledone verrucosa (Verrill, 1881)
  - Graneledone verrucosa media *
  - Graneledone verrucosa verrucosa
- Graneledone yamana

## Publication originale
- Joubin, 1918 : Études préliminaires sur les Céphalopodes recueillis au cours des croisières de S. A. S. le Prince de Monaco. 6e Note : Vitreledonella Richardi Joubin. Bulletin de l'Institut océanographique de Monaco, pp. 1-40 (texte intégral) (fr).